# Calle Lamadrid (Tucumán)
La Calle Gregorio Aráoz de Lamadrid es una calle de San Miguel de Tucumán, Tucumán, Argentina. Se extiende desde la avenida Sáenz Peña hasta la calle Rufino Cossío, en inmediaciones al Parque Guillermina. Lleva el nombre de Gregorio Araoz de Lamadrid, general tucumano, líder del Partido Unitario y gobernador de Tucumán en el periodo de las guerras civiles Argentinas.

## Historia
La calle fue creada con el trazado original de la ciudad en 1685, siendo extendida hacia el oeste tras el ensanche de 18,30 metros de ancho de las calles de la ciudad en la intendencia de José Padilla en 1887. En el siglo XX se construyeron diversos edificios e instituciones sobre la calle, como el Hospital Padilla, el Palacio de Tribunales, la Facultad de Medicina de la UNT, entre otros. Asimismo se desarrollaron barrios como Ciudadela, Floresta, y diferentes líneas de trolebús y tranvía circularon por esta.

## Sitios de Interés
A lo largo de esta calle se desarrollan varios lugares de interés y emblemáticos:
- Complejo Polideportivo Gral. Belgrano
- Junta Electoral Provincial
- Palacio de Tribunales de Tucumán
- Facultad de Medicina UNT
- Hospital Ángel Cruz Padilla
- Escuela de Comercio N°2
- Instituto Privado de Educación y Adaptación
- Comisaría Seccional 3°
- Casa del Bicentenario
- Parque Guillermina